# Bernardo Velarde y Velarde
Bernardo Velarde y Velarde (Santillana del Mar, 3 de gener de 1720 - Saragossa, 12 de juny de 1782) fou un eclesiàstic càntabre, bisbe de Tortosa i arquebisbe de Saragossa.
De família noble, fill de Carlos Velarde, de Ruiloba, i de Manuela Velarde, de Santillana del Mar, estudia gramàtica i filosofia en la seva terra, després es trasllada a la universitat de Valladolid on estudia dret civil i dret canònic, i d'allí passa a la universitat de Salamanca, com a col·legial del Col·legi Major de l'Arquebisbe, i es doctora en dret canònic.
Ordenat prevere, és elegit canonge doctoral de la catedral de Palència i després, al voltant de 1755, ocupa el mateix càrrec a la catedral de Sevilla.
Nomenat bisbe de Tortosa el 22 d'abril de 1765, és consagrat el 14 de juliol i entra solemnement a la seu el 8 d'octubre. En els anys 1769, 1773 i 1778 excusa la presència en Roma o nomena procuradors, però entrega l'informe preceptiu que acompanya a la visita ad limina. En 1769 ja havia realitzat una visita pastoral a totes les parròquies, utilitzant la primavera i la tardor, com quan visita Castelló el 12 d'octubre de 1767 i ordena que el llibres de baptismes es redacten en castellà. A les ordres de la política regalista de Carles III, el bisbe Bernardo Velarde inicia el procés d'unió, supressió i reducció dels beneficis de la diòcesi (1772-1776), i reestructura les canongies i les dignitats de la catedral (1774). També l'any 1774 el bisbe proposa al Rei l'erecció d'un seminari conciliar al Reial Col·legi de Sant Jaume i de Sant Maties de Tortosa, i en informar a Roma el 1778, indica l'oposició dels dominicans a aquest projecte.
L'1 de març de 1779 és nomenat arquebisbe de Saragossa, amb la concessió del pal·li, i pren possessió el 15 de maig del mateix any. Estant malalt, decideix realitzar una visita pastoral a la diòcesi, però recau i ha de tornar a Saragossa, on mor el 12 de juny de 1782, essent soterrat en el panteó-cripta de la Santa Capella de la Basílica del Pilar, en el mateix nínxol ocupat per l'arquebisbe Luis García Mañero.